# Wil van Wees
Wil van Wees (Muiden, 25 januari 1942) is een voormalig Nederlands langebaanschaatsster.

## Biografie
Wil van Wees was een van de vrouwen die in oktober 1964 werden uitgenodigd voor de eerste Nederlandse dameskernploeg, met onder meer Stien Kaiser en Carry Geijssen, onder leiding van trainer Piet Zwanenburg. Mede door de inzet en het enthousiasme van deze schaatssters, die in 1965 hun eigen trainingskamp in Noorwegen bekostigden, werden de Nederlandse successen in het dameshardrijden in de latere jaren een feit. Voordien maakten de Sovjet-rijdsters de dienst uit. Tussen 1988 en 1964 waren er welgeteld 47 medailles van de 51 in het eindklassement naar de Oost-Europesen gegaan.
Haar beste prestaties behaalde Wil van Wees in het seizoen 1963/64, toen ze een Nederlands record op de 1000 meter reed en 2e werd op het Nederlands kampioenschap en in het seizoen 1965/66, toen ze afvaardiging naar het wereldkampioenschap wist af te dwingen. Een val op de 500 meter verhinderde  een goede eindklassering, maar aan het eind van dat seizoen won ze de Amsterdamse titel van Carry Geijssen en tevens de 3e Internationaler Mannschafts-Städtekampf um den Wanderpokal der BZ am Abend in Oost-Berlijn. Door de goede prestaties in haar laatste seizoen eindigde ze als 6e op de wereldseizoensranglijst 1965/66. Hierna stopte ze met wedstrijdschaatsen, omdat ze ging trouwen. Zij is nog wel betrokken bij het schaatsen middels de Stichting START, die zich richt op de maatschappelijke begeleiding van (ex-)topsporters.

## Persoonlijke records
| Afstand    | Tijd   | Datum            | Baan      |
| ---------- | ------ | ---------------- | --------- |
| 500 meter  | 46,8   | 31 januari 1966  | Brandbu   |
| 1000 meter | 1.39,0 | 12 februari 1966 | Trondheim |
| 1500 meter | 2.32,0 | 5 maart 1966     | Berlijn   |
| 3000 meter | 5.17,5 | 31 januari 1966  | Brandbu   |

## Resultaten
| Jaar | NK Allround          | WK Allround              |
| ---- | -------------------- | ------------------------ |
| 1964 | · (, , 5e)           |                          |
| 1965 | 7e · (, 9e, 5e, 12e) |                          |
| 1966 | 4e · (, 4e, , 9e)    | 16e (35e, 11e, 13e, 10e) |

### Medaillespiegel
| Kampioenschap         | Goud | Zilver | Brons |
| --------------------- | ---- | ------ | ----- |
| NK Allround           | 0    | 1      | 0     |
| NK Allround Afstanden | 1    | 4      | 1     |

## Nederlandse records
| Nr. | Afstand    | Tijd   | Datum           | Baan      |
| --- | ---------- | ------ | --------------- | --------- |
| 1   | 1000 meter | 1.43,8 | 25 januari 1964 | Amsterdam |

NB.: Tot 1969 erkende de KNSB alleen Nederlandse records die in Nederland waren gereden.